# 이수경 (기업인)
이수경(1983년 5월 31일 ~)은 대한민국의 기업인, 前 피겨스케이팅 선수, 前 피겨스케이팅 심판이자 현재 대한빙상경기연맹 회장이다.

## 경력
- 2025년 2월 ~ : 제34대 대한빙상경기연맹 회장

## 방송
- 김연아의 키스 & 크라이 (2011) - 준우승